# Raleigh Airstrip
Raleigh Airstrip is een landingsstrook op Fungu-eiland bij de Raleighvallen in het Centraal Suriname Natuurreservaat in Suriname.
Er zijn rond de vijf maatschappijen die het vliegveld aandoen. Er zijn lijnvluchten naar Zorg en Hoop Airport in Paramaribo. 
De ondergrond van de landingsbaan is van gras. De baan heeft een lengte van circa 500 meter.